# This Is the Life (pjesma)
"This Is the Life" je pjesma škotske pjevačice Amy Macdonald. Objavljena je 10. prosinca 2010. godine kao četvrti singl s njenog albuma This Is the Life.

## Uspjeh pjesme
Pjesma je po prvi puta objavljena krajem 2007. godine u Ujedinjenom Kraljevstvu, ali se nije plasirala u najboljih 20, tek na 28. poziciji. Druge godine je pjesma objavljena u Europi gdje je postigla veliki uspjeh. Pjesma je dospjela na broj jedan u Austriji, Belgiji, Češkoj te Nizozemskoj, a na broj dva u Francuskoj, Italiji, Njemačkoj i Švicarskoj. U Španjolskoj je pjesma dobila dvostruku platinastu certifikaciju s 80 000 prodanih primjeraka.

## Popis pjesama
CD singl
1. "This Is the Life" — 3:05
2. "This Much Is True" — 2:44

Digitalni download
1. "This Is the Life" — 3:05
2. "This Is the Life (akustična verzija)" — 3:06

## Ljestvice
| Ljestvice (2010.)      | Najviša pozicija |
| ---------------------- | ---------------- |
| Austrija               | 1                |
| Belgija (Flandrija)    | 1                |
| Belgija (Valonija)     | 1                |
| Češka                  | 1                |
| Danska                 | 8                |
| Europa                 | 2                |
| Francuska              | 2                |
| Italija                | 2                |
| Nizozemska             | 1                |
| Norveška               | 6                |
| Njemačka               | 2                |
| Španjolska             | 3                |
| Švedska                | 3                |
| Švicarska              | 2                |
| Ujedinjeno Kraljevstvo | 28               |